# 24 uur van Le Mans 1995

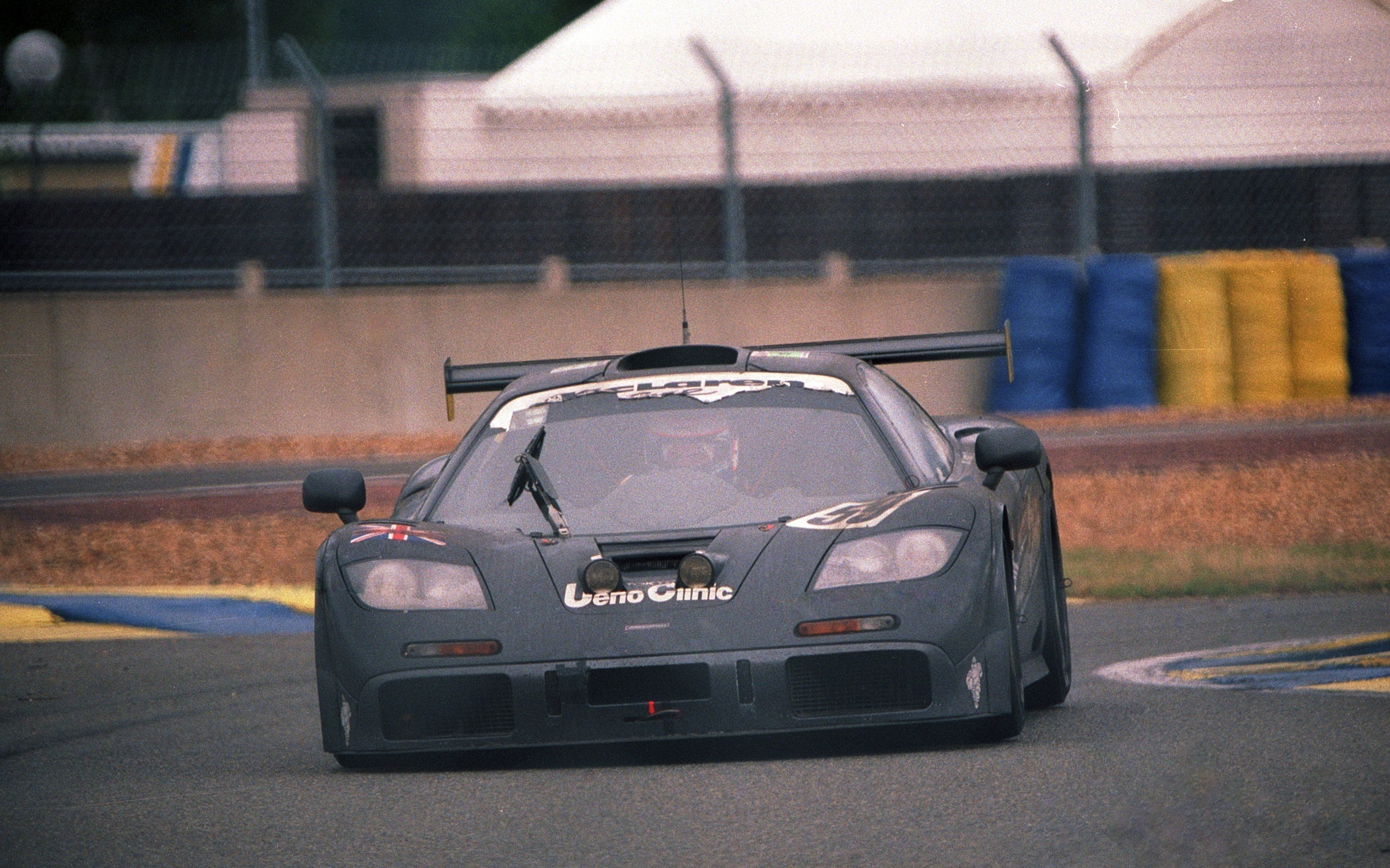
De winnende auto: de McLaren F1 GTR #59.

De 24 uur van Le Mans 1995 was de 63e editie van deze endurancerace. De race werd verreden op 17 en 18 juni 1995 op het Circuit de la Sarthe nabij Le Mans, Frankrijk.
De race werd gewonnen door de Kokusai Kaihatsu Racing #59 van Yannick Dalmas, Masanori Sekiya en JJ Lehto. Voor Dalmas was het zijn derde overwinning, terwijl Sekiya en Lehto allebei hun eerste Le Mans-zege behaalden. McLaren behaalde tevens hun eerste Le Mans-overwinning tijdens hun debuutrace. De WSC-klasse werd gewonnen door de Courage Compétition #13 van Bob Wollek, Éric Hélary en Mario Andretti. De LMGT2-klasse werd gewonnen door de Team Kunimitsu #84 van Keiichi Tsuchiya, Akira Iida en Kunimitsu Takahashi. De LMP2-klasse werd gewonnen door de Didier Bonnet #14 van Patrice Roussel, Eduoard Sezionale en Bernard Sental.

## Race
Winnaars in hun klasse zijn vetgedrukt.
| Pos. | Klasse | No. | Team                       | Coureurs                                                       | Chassis                            | Banden | Ronden |
| Pos. | Klasse | No. | Team                       | Coureurs                                                       | Motor                              | Banden | Ronden |
| ---- | ------ | --- | -------------------------- | -------------------------------------------------------------- | ---------------------------------- | ------ | ------ |
| 1    | LMGT1  | 59  | Kokusai Kaihatsu Racing    | Yannick Dalmas Masanori Sekiya JJ Lehto                        | McLaren F1 GTR                     | M      | 298    |
| 1    | LMGT1  | 59  | Kokusai Kaihatsu Racing    | Yannick Dalmas Masanori Sekiya JJ Lehto                        | BMW S70/2 6.1L V12                 | M      | 298    |
| 2    | WSC    | 13  | Courage Compétition        | Bob Wollek Éric Hélary Mario Andretti                          | Courage C34                        | M      | 297    |
| 2    | WSC    | 13  | Courage Compétition        | Bob Wollek Éric Hélary Mario Andretti                          | Porsche Type-935 3.0L Turbo Flat-6 | M      | 297    |
| 3    | LMGT1  | 51  | Mach One Racing            | Andy Wallace Derek Bell Justin Bell                            | McLaren F1 GTR                     | G      | 296    |
| 3    | LMGT1  | 51  | Mach One Racing            | Andy Wallace Derek Bell Justin Bell                            | BMW S70/2 6.1L V12                 | G      | 296    |
| 4    | LMGT1  | 24  | Gulf Racing                | Mark Blundell Ray Bellm Maurizio Sandro Sala                   | McLaren F1 GTR                     | M      | 291    |
| 4    | LMGT1  | 24  | Gulf Racing                | Mark Blundell Ray Bellm Maurizio Sandro Sala                   | BMW S70/2 6.1L V12                 | M      | 291    |
| 5    | LMGT1  | 50  | Giroix Racing Team         | Fabien Giroix Jean-Denis Delétraz Olivier Grouillard           | McLaren F1 GTR                     | M      | 290    |
| 5    | LMGT1  | 50  | Giroix Racing Team         | Fabien Giroix Jean-Denis Delétraz Olivier Grouillard           | BMW S70/2 6.1L V12                 | M      | 290    |
| 6    | WSC    | 4   | Kremer Racing              | Thierry Boutsen Hans-Joachim Stuck Christophe Bouchut          | Kremer K8 Spyder                   | G      | 289    |
| 6    | WSC    | 4   | Kremer Racing              | Thierry Boutsen Hans-Joachim Stuck Christophe Bouchut          | Porsche Type-935 3.0L Turbo Flat-6 | G      | 289    |
| 7    | WSC    | 5   | DTR with Mazdaspeed        | Jim Downing Yojiro Terada Franck Fréon                         | Kudzu DG-3                         | G      | 282    |
| 7    | WSC    | 5   | DTR with Mazdaspeed        | Jim Downing Yojiro Terada Franck Fréon                         | Mazda R20B 2.0L 3-Rotor            | G      | 282    |
| 8    | LMGT2  | 84  | Team Kunimitsu             | Keiichi Tsuchiya Akira Iida Kunimitsu Takahashi                | Honda NSX GT                       | Y      | 275    |
| 8    | LMGT2  | 84  | Team Kunimitsu             | Keiichi Tsuchiya Akira Iida Kunimitsu Takahashi                | Honda 3.0L V6                      | Y      | 275    |
| 9    | LMGT2  | 73  | Callaway Competition       | Enrico Bertaggia Johnny Unser Frank Jelinski                   | Callaway Corvette                  | BF     | 273    |
| 9    | LMGT2  | 73  | Callaway Competition       | Enrico Bertaggia Johnny Unser Frank Jelinski                   | Chevrolet 6.3L V8                  | BF     | 273    |
| 10   | LMGT1  | 22  | Nismo                      | Hideo Fukuyama Masahiko Kondō Shunji Kasuya                    | Nismo Skyline GT-R LM              | B      | 271    |
| 10   | LMGT1  | 22  | Nismo                      | Hideo Fukuyama Masahiko Kondō Shunji Kasuya                    | Nissan 2.6L Turbo I6               | B      | 271    |
| 11   | LMGT2  | 75  | Agusta Racing Team         | Rocky Agusta Robin Donovan Eugene O'Brien                      | Callaway Corvette                  | D      | 271    |
| 11   | LMGT2  | 75  | Agusta Racing Team         | Rocky Agusta Robin Donovan Eugene O'Brien                      | Chevrolet 6.3L V8                  | D      | 271    |
| 12   | LMGT1  | 34  | Pilot Aldix Racing         | Michel Ferté Olivier Thévenin Carlos Palau                     | Ferrari F40 LM                     | M      | 270    |
| 12   | LMGT1  | 34  | Pilot Aldix Racing         | Michel Ferté Olivier Thévenin Carlos Palau                     | Ferrari 3.0L Turbo V8              | M      | 270    |
| 13   | LMGT1  | 42  | Société BBA Compétition    | Jean-Luc Maury-Laribière Marc Sourd Hervé Poulain              | McLaren F1 GTR                     | D      | 266    |
| 13   | LMGT1  | 42  | Société BBA Compétition    | Jean-Luc Maury-Laribière Marc Sourd Hervé Poulain              | BMW S70/2 6.1L V12                 | D      | 266    |
| 14   | LMGT1  | 27  | Sard Co. Ltd.              | Jeff Krosnoff Marco Apicella Mauro Martini                     | Toyota Supra GT LM                 | D      | 264    |
| 14   | LMGT1  | 27  | Sard Co. Ltd.              | Jeff Krosnoff Marco Apicella Mauro Martini                     | Toyota 3S-GTE 2.1L Turbo I4        | D      | 264    |
| 15   | LMGT2  | 77  | Seikel Motorsport          | Peter Seikel Guy Kuster Karel Dolejsi                          | Porsche 911 GT2                    | P      | 263    |
| 15   | LMGT2  | 77  | Seikel Motorsport          | Peter Seikel Guy Kuster Karel Dolejsi                          | Porsche 3.6L Turbo Flat-6          | P      | 263    |
| 16   | LMGT2  | 78  | Jean-François Veroux       | Jean-François Veroux Eric van de Vyver Didier Ortion           | Porsche 911 GT2                    | G      | 262    |
| 16   | LMGT2  | 78  | Jean-François Veroux       | Jean-François Veroux Eric van de Vyver Didier Ortion           | Porsche 3.6L Turbo Flat-6          | G      | 262    |
| 17   | LMGT2  | 81  | Richard Jones              | Richard Jones Nick Adams Gerard MacQuillan                     | Porsche 911 GT2                    | G      | 250    |
| 17   | LMGT2  | 81  | Richard Jones              | Richard Jones Nick Adams Gerard MacQuillan                     | Porsche 3.6L Turbo Flat-6          | G      | 250    |
| 18   | LMGT1  | 41  | Ennea SRL                  | Gary Ayles Massimo Monti Fabio Mancini                         | Ferrari F40 GTE                    | P      | 237    |
| 18   | LMGT1  | 41  | Ennea SRL                  | Gary Ayles Massimo Monti Fabio Mancini                         | Ferrari 3.0L Turbo V8              | P      | 237    |
| 19   | LMGT1  | 54  | Freisinger Motorsport      | Wolfgang Kaufmann Yukihiro Hane Michel Ligonnet                | Porsche 911 Bi-Turbo               | G      | 229    |
| 19   | LMGT1  | 54  | Freisinger Motorsport      | Wolfgang Kaufmann Yukihiro Hane Michel Ligonnet                | Porsche 3.8L Turbo Flat-6          | G      | 229    |
| 20   | LMP2   | 14  | Didier Bonnet              | Patrice Roussel Eduoard Sezionale Bernard Sental               | Debora LMP295                      | M      | 222    |
| 20   | LMP2   | 14  | Didier Bonnet              | Patrice Roussel Eduoard Sezionale Bernard Sental               | Ford Cosworth 2.0L Turbo I4        | M      | 222    |
| NC   | LMGT1  | 44  | Société Venturi S.A.       | Jean-Marc Gounon Paul Belmondo Arnaud Trévisiol                | Venturi 600SLM                     | M      | 193    |
| NC   | LMGT1  | 44  | Société Venturi S.A.       | Jean-Marc Gounon Paul Belmondo Arnaud Trévisiol                | Renault PRV 3.0L Turbo V6          | M      | 193    |
| NC   | LMGT2  | 71  | Team Marcos                | David Leslie Chris Marsh François Migault                      | Marcos LM600                       | D      | 184    |
| NC   | LMGT2  | 71  | Team Marcos                | David Leslie Chris Marsh François Migault                      | Chevrolet 6.3L V8                  | D      | 184    |
| NC   | LMGT1  | 46  | Honda Motor Co. Ltd.       | Hideki Okada Philippe Favre Naoki Hattori                      | Honda NSX GT1                      | D      | 121    |
| NC   | LMGT1  | 46  | Honda Motor Co. Ltd.       | Hideki Okada Philippe Favre Naoki Hattori                      | Honda 3.0L V6                      | D      | 121    |
| DNF  | LMP2   | 9   | Welter Racing              | William David Jean-Bernard Bouvet Richard Balandras            | WR LM94                            | M      | 196    |
| DNF  | LMP2   | 9   | Welter Racing              | William David Jean-Bernard Bouvet Richard Balandras            | Peugeot 2.0L Turbo I4              | M      | 196    |
| DNF  | LMGT1  | 45  | Éric Graham                | Éric Graham François Birbeau Ferdinand de Lesseps              | Venturi 600LM                      | D      | 178    |
| DNF  | LMGT1  | 45  | Éric Graham                | Éric Graham François Birbeau Ferdinand de Lesseps              | Renault PRV 3.0L Turbo V6          | D      | 178    |
| DNF  | WSC    | 3   | Kremer Racing              | Jürgen Lässig Franz Konrad Antonio Herrmann                    | Kremer K8 Spyder                   | G      | 163    |
| DNF  | WSC    | 3   | Kremer Racing              | Jürgen Lässig Franz Konrad Antonio Herrmann                    | Porsche Type-935 3.0L Turbo Flat-6 | G      | 163    |
| DNF  | LMGT1  | 23  | Nismo                      | Kazuyoshi Hoshino Toshio Suzuki Masahiko Kageyama              | Nismo Skyline GT-R LM              | B      | 157    |
| DNF  | LMGT1  | 23  | Nismo                      | Kazuyoshi Hoshino Toshio Suzuki Masahiko Kageyama              | Nissan 2.6L Turbo I6               | B      | 157    |
| DNF  | LMGT1  | 57  | PC Automotive Jaguar       | Richard Piper Tiff Needell James Weaver                        | Jaguar XJ220                       | D      | 135    |
| DNF  | LMGT1  | 57  | PC Automotive Jaguar       | Richard Piper Tiff Needell James Weaver                        | Jaguar JV6 3.5L Turbo V6           | D      | 135    |
| DNF  | LMGT2  | 70  | Team Marcos                | Chris Hodgetts Thomas Erdos Cor Euser                          | Marcos LM600                       | D      | 133    |
| DNF  | LMGT2  | 70  | Team Marcos                | Chris Hodgetts Thomas Erdos Cor Euser                          | Chevrolet 6.3L V8                  | D      | 133    |
| DNF  | LMGT1  | 49  | West Competition           | John Nielsen Jochen Mass Thomas Bscher                         | McLaren F1 GTR                     | G      | 131    |
| DNF  | LMGT1  | 49  | West Competition           | John Nielsen Jochen Mass Thomas Bscher                         | BMW S70/2 6.1L V12                 | G      | 131    |
| DNF  | LMGT1  | 43  | Société BBA Compétition    | Emmanuel Clérico Laurent Lecuyer Bernard Chauvin               | Venturi 600LM                      | D      | 130    |
| DNF  | LMGT1  | 43  | Société BBA Compétition    | Emmanuel Clérico Laurent Lecuyer Bernard Chauvin               | Renault PRV 3.0L Turbo V6          | D      | 130    |
| DNF  | LMGT1  | 58  | PC Automotive Jaguar       | Bernard Thuner Olindo Iaccobelli Win Percy                     | Jaguar XJ220                       | D      | 123    |
| DNF  | LMGT1  | 58  | PC Automotive Jaguar       | Bernard Thuner Olindo Iaccobelli Win Percy                     | Jaguar JV6 3.5L Turbo V6           | D      | 123    |
| DNF  | LMGT2  | 76  | Agusta Racing Team         | Thorkild Thyrring Almo Coppelli Patrick Bourdais               | Callaway Corvette                  | D      | 96     |
| DNF  | LMGT2  | 76  | Agusta Racing Team         | Thorkild Thyrring Almo Coppelli Patrick Bourdais               | Chevrolet 6.3L V8                  | D      | 96     |
| DNF  | LMGT1  | 37  | Société Larbre Compétition | Dominique Dupuy Emmanuel Collard Stéphane Ortelli              | Porsche 911 GT2 Evo                | M      | 82     |
| DNF  | LMGT1  | 37  | Société Larbre Compétition | Dominique Dupuy Emmanuel Collard Stéphane Ortelli              | Porsche 3.6L Turbo Flat-6          | M      | 82     |
| DNF  | LMGT2  | 79  | Stadler Motorsport         | Enzo Calderari Lilian Bryner Andreas Fuchs                     | Porsche 911 GT2                    | P      | 81     |
| DNF  | LMGT2  | 79  | Stadler Motorsport         | Enzo Calderari Lilian Bryner Andreas Fuchs                     | Porsche 3.6L Turbo Flat-6          | P      | 81     |
| DNF  | LMGT1  | 25  | Gulf Racing                | Pierre-Henri Raphanel Philippe Alliot Lindsay Owen-Jones       | McLaren F1 GTR                     | M      | 77     |
| DNF  | LMGT1  | 25  | Gulf Racing                | Pierre-Henri Raphanel Philippe Alliot Lindsay Owen-Jones       | BMW S70/2 6.1L V12                 | M      | 77     |
| DNF  | LMGT1  | 36  | Société Larbre Compétition | Jean-Pierre Jarier Jesús Pareja Érik Comas                     | Porsche 911 GT2 Evo                | M      | 64     |
| DNF  | LMGT1  | 36  | Société Larbre Compétition | Jean-Pierre Jarier Jesús Pareja Érik Comas                     | Porsche 3.6L Turbo Flat-6          | M      | 64     |
| DNF  | LMGT2  | 91  | Heico Motorsport           | Tomás Saldaña Miguel Ángel de Castro Alfonso de Orléans-Borbón | Porsche 911 GT2                    | G      | 63     |
| DNF  | LMGT2  | 91  | Heico Motorsport           | Tomás Saldaña Miguel Ángel de Castro Alfonso de Orléans-Borbón | Porsche 3.6L Turbo Flat-6          | G      | 63     |
| DNF  | LMGT1  | 30  | ZR-1 Corvette Team USA     | John Paul jr. Chris McDougall James Mero                       | Chevrolet Corvette ZR-1            | G      | 57     |
| DNF  | LMGT1  | 30  | ZR-1 Corvette Team USA     | John Paul jr. Chris McDougall James Mero                       | Chevrolet DRZ-500 6.3L Turbo V8    | G      | 57     |
| DNF  | LMGT1  | 40  | Ennea SRL                  | Anders Olofsson Luciano Della Noce Tetsuya Ota                 | Ferrari F40 GTE                    | P      | 42     |
| DNF  | LMGT1  | 40  | Ennea SRL                  | Anders Olofsson Luciano Della Noce Tetsuya Ota                 | Ferrari 3.0L Turbo V8              | P      | 42     |
| DNF  | LMGT1  | 52  | Lister Cars Limited        | Geoff Lees Dominic Chappell Rupert Keegan                      | Lister Storm GTS                   | M      | 40     |
| DNF  | LMGT1  | 52  | Lister Cars Limited        | Geoff Lees Dominic Chappell Rupert Keegan                      | Jaguar 7.0L V12                    | M      | 40     |
| DNF  | LMGT1  | 55  | Jean-Claude Miloé          | Jack Leconte Pierre Yver Jean-Luc Chéreau                      | Porsche 911 GT2 Evo                | M      | 40     |
| DNF  | LMGT1  | 55  | Jean-Claude Miloé          | Jack Leconte Pierre Yver Jean-Luc Chéreau                      | Porsche 3.6L Turbo Flat-6          | M      | 40     |
| DNF  | LMP2   | 8   | Welter Racing              | Patrick Gonin Pierre Petit Marc Rostan                         | WR LM94                            | M      | 33     |
| DNF  | LMP2   | 8   | Welter Racing              | Patrick Gonin Pierre Petit Marc Rostan                         | Peugeot 2.0L Turbo I4              | M      | 33     |
| DNF  | WSC    | 11  | Courage Compétition        | Henri Pescarolo Franck Lagorce Éric Bernard                    | Courage C41                        | G      | 26     |
| DNF  | WSC    | 11  | Courage Compétition        | Henri Pescarolo Franck Lagorce Éric Bernard                    | Chevrolet 5.0L V8                  | G      | 26     |
| DNF  | LMGT1  | 26  | Sard Co. Ltd.              | Alain Ferté Kenny Acheson Tomiko Yoshikawa                     | Sard MC8-R                         | D      | 14     |
| DNF  | LMGT1  | 26  | Sard Co. Ltd.              | Alain Ferté Kenny Acheson Tomiko Yoshikawa                     | Toyota 4.0L Turbo V8               | D      | 14     |
| DNF  | LMGT2  | 82  | Elf-Haberthur Racing       | Charles Margueron Pierre de Thoisy Philippe Siffert            | Porsche 911 GT2                    | P      | 13     |
| DNF  | LMGT2  | 82  | Elf-Haberthur Racing       | Charles Margueron Pierre de Thoisy Philippe Siffert            | Porsche 3.6L Turbo Flat-6          | P      | 13     |
| DNF  | WSC    | 1   | Euromotorsport Racing Inc. | Massimo Sigala Jay Cochran René Arnoux                         | Ferrari 333 SP                     | G      | 7      |
| DNF  | WSC    | 1   | Euromotorsport Racing Inc. | Massimo Sigala Jay Cochran René Arnoux                         | Ferrari F310E 4.0L V12             | G      | 7      |
| DNF  | LMGT1  | 47  | Honda Motor Co. Ltd.       | Armin Hahne Bertrand Gachot Ivan Capelli                       | Honda NSX GT1                      | D      | 7      |
| DNF  | LMGT1  | 47  | Honda Motor Co. Ltd.       | Armin Hahne Bertrand Gachot Ivan Capelli                       | Honda 3.0L Turbo V6                | D      | 7      |

1923 · 1924 · 1925 · 1926 · 1927 · 1928 · 1929 · 1930 · 1931 · 1932 · 1933 · 1934 · 1935 · 1936 · 1937 · 1938 · 1939 · 1940 - 1948 · 1949 · 1950 · 1951 · 1952 · 1953 · 1954 · 1955 (Ramp) · 1956 · 1957 · 1958 · 1959 · 1960 · 1961 · 1962 · 1963 · 1964 · 1965 · 1966 · 1967 · 1968 · 1969 · 1970 · 1971 · 1972 · 1973 · 1974 · 1975 · 1976 · 1977 · 1978 · 1979 · 1980 · 1981 · 1982 · 1983 · 1984 · 1985 · 1986 · 1987 · 1988 · 1989 · 1990 · 1991 · 1992 · 1993 · 1994 · 1995 · 1996 · 1997 · 1998 · 1999 · 2000 · 2001 · 2002 · 2003 · 2004 · 2005 · 2006 · 2007 · 2008 · 2009 · 2010 · 2011 · 2012 · 2013 · 2014 · 2015 · 2016 · 2017 · 2018 · 2019 · 2020 · 2021 · 2022 · 2023 · 2024